# سیکلوهگزانون
سیکلوهگزانون (به انگلیسی: Cyclohexanone) یک ترکیب شیمیایی با شناسه پاب‌کم ۷۹۶۷ است. که جرم مولی آن ۹۸٫۱۵ g/mol می‌باشد. شکل ظاهری این ترکیب، مایع بی‌رنگ است.
سیکلوهگزانون با نام اختصار cyc دارای فرمول مولکولی به شکل C۶H۱۲O است. این ماده به‌صورت مایعی بی‌رنگ یا کمی زردرنگ با بویی شبیه استون یافت می‌شود و به‌دلیل ویژگی‌های شیمیایی‌اش، کاربردهای گسترده‌ای در صنایع مختلف دارد.

## انواع سیکلوهگزانون
1. سیکلوهگزانون خالص (Pure Cyclohexanone)
2. سیکلوهگزانون صنعتی (Industrial Grade)
3. سیکلوهگزانون بازیافتی (Recycled Cyclohexanone)
4. سیکلوهگزانون مخلوط (Mixed Cyclohexanone)

## خواص فیزیکی سیکلوهگزانون
به گفته نگین تجارت شرق سیکلوهگزانون (C₆H₁₂O) یک ترکیب حلقوی شش‌کربنی بدون رنگ با بویی شبیه به استون است که به‌ مرور زمان زرد کمرنگ می‌ شود. نقطه ذوب آن ۲۵٫۹۳ درجه سانتیگراد و نقطه جوش آن ۱۶۰٫۸۴ درجه سانتیگراد است. این ترکیب در حلالهای آلی مختلف مانند متانول، اتانول، اتر و بنزن حل می‌ شود و بخارات آن سنگین‌تر از هواست.
پیملیک کتون سیکلو هگزانون توانایی حل کردن مواد مختلفی مانند نیترات سلولز، رزین‌ها، چربی‌ها و روغن‌ها را دارد و در صنایع مختلف کاربرد گسترده‌ای دارد.